# Ljubešćica
Ljubešćica est un village et une municipalité située dans le comitat de Varaždin, en Croatie. Au recensement de 2001, la municipalité comptait 1 959 habitants, dont 98,88 % de Croates et le village seul comptait 1 300 habitants.

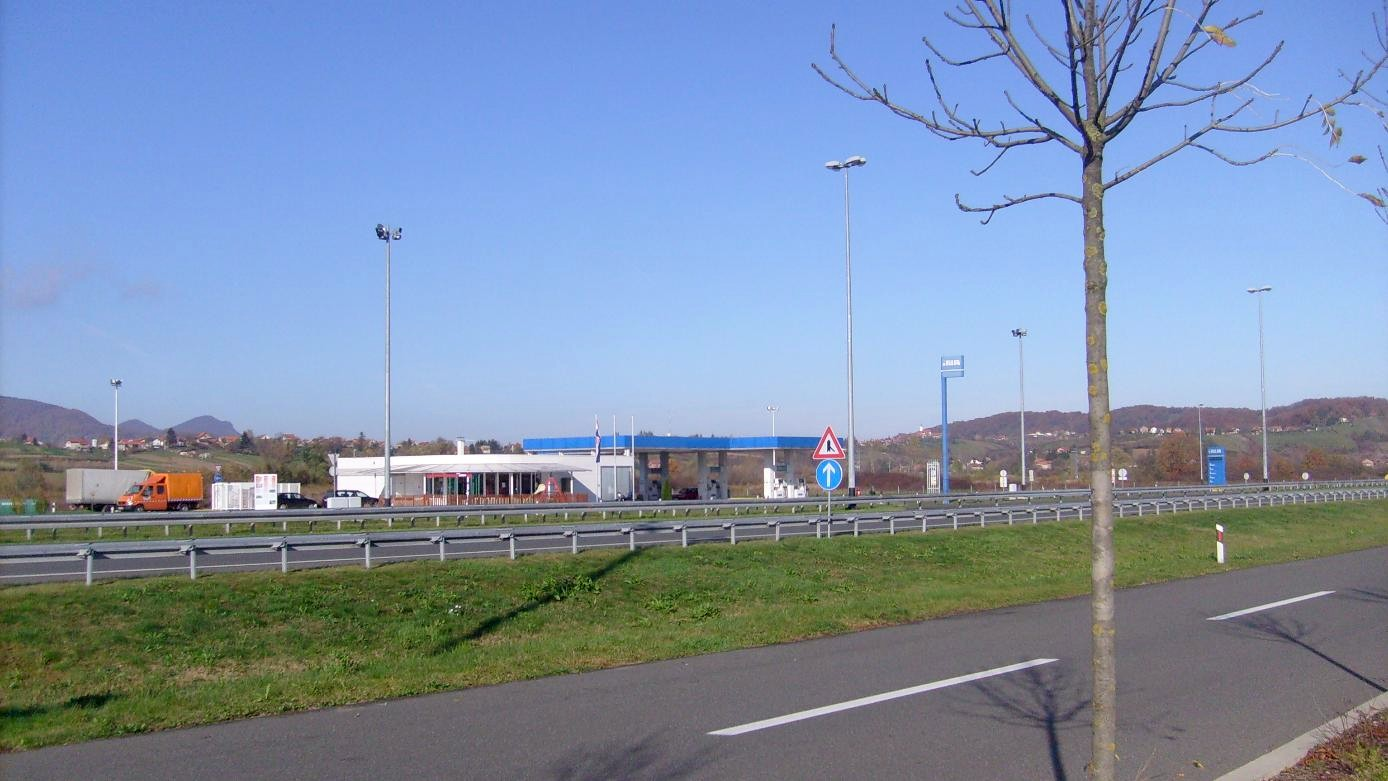
Ljubešćica

## Localités
La municipalité de Ljubešćica compte 5 localités :
- Kapela Kalnička
- Ljubelj
- Ljubelj Kalnički
- Ljubešćica
- Rakovec